# Lafresguimont-Saint-Martin
Lafresguimont-Saint-Martin là một xã ở tỉnh Somme, vùng Hauts-de-France, Pháp.

## Địa lý
Thị trấn này tọa lạc tại giao lộ của các đường D92 and the D178, khoảng 25 dặm Anh về phía tây nam của Amiens.

## Địa điểm nổi bật

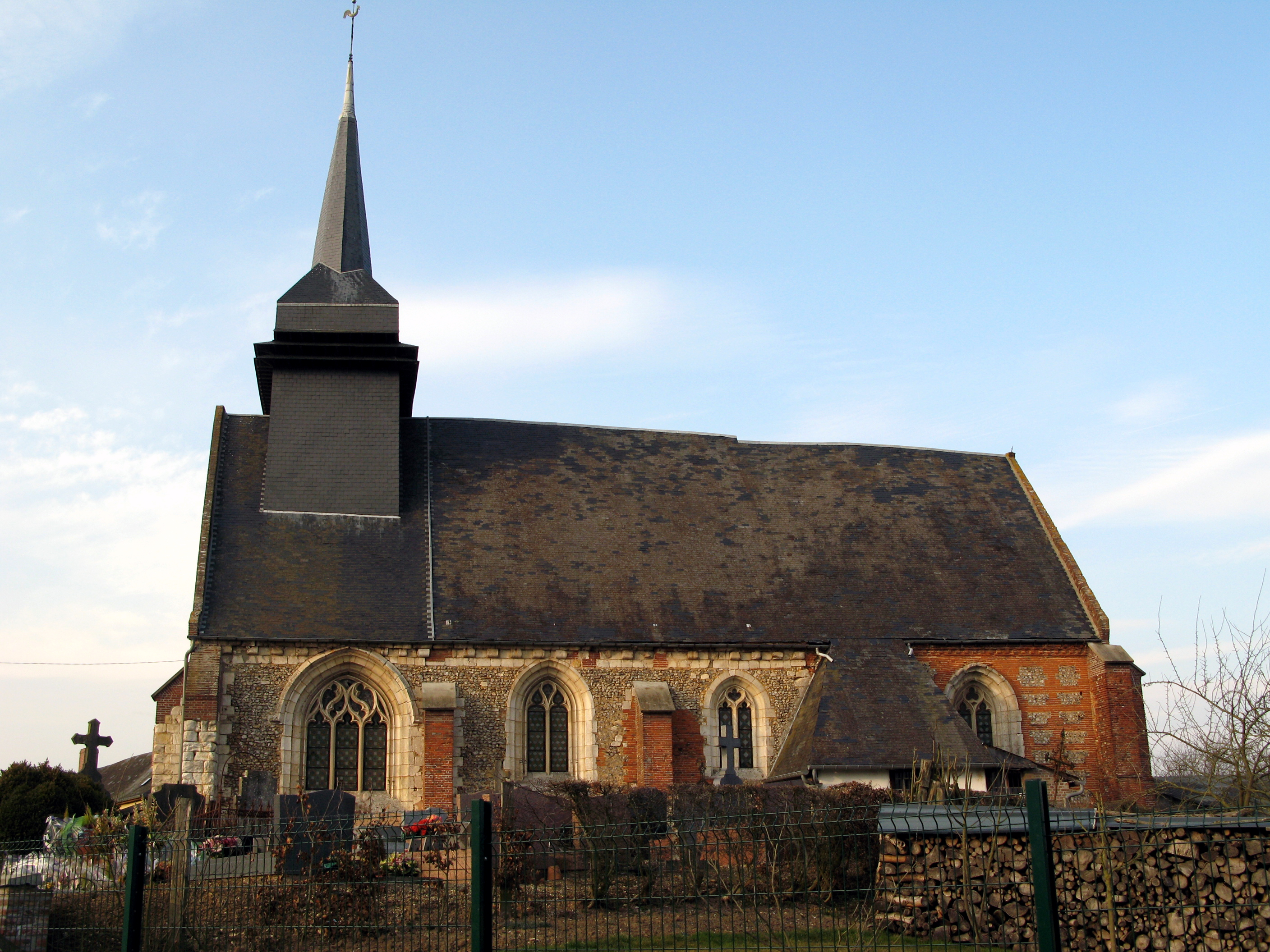
Nhà thờ Lafresnoye

## Dân số
| 1962                                                         | 1968 | 1975 | 1982 | 1990 | 1999 |
| ------------------------------------------------------------ | ---- | ---- | ---- | ---- | ---- |
| 575                                                          | 604  | 570  | 501  | 470  | 445  |
| Số liệu điều tra dân số từ năm 1962, dân số không tính trùng |      |      |      |      |      |